# وییانوئوا (لا گواخیرا)
وییانوئوا (لا گواخیرا) (به اسپانیایی: Villanueva, La Guajira) یک سکونتگاه مسکونی در کلمبیا است که در بخش لا گواخیرا واقع شده‌است.

## خصوصیات
وییانوئوا ۲۶۵ کیلومترمربع مساحت و ۱۸٬۸۰۴ نفر جمعیت دارد و ۲۵۰ متر بالاتر از سطح دریا واقع شده‌است.